# ジョナサン・カーン
ジョナサン・デイヴィッド・カーン（英語: Jonathan David Cahn, 1959年 - ) はアメリカ合衆国のメシアニック・ジュダイズムの聖職者、作家、小説家。
処女作の "The Harbinger (前兆)" とアメリカ大統領ドナルド・トランプへの預言的な主張で知られる。彼はニュージャージー州、ウェインのベス・イスラエル礼拝センターの設立者でリーダーである。

## 私生活
カーンはニューヨーク州で生まれ、ホロコーストからの避難民の息子としてユダヤ人の家庭で育ち、シナゴーグによく通った。
20歳の時、死ぬ寸前の経験をしたことで、キリスト教に改宗する。
彼はニューヨーク州立大学パーチェス校に入学し、歴史を学んだ。
1989年に福音宣教と貧困者のための慈善事業のために "Hope of the World Ministries" (HOW) を始め、団体の代表となった。さらに Sapphires Magazine を発行し、ラジオ、テレビ、インターネットで司牧をしている。

## 牧師として
カーンはベス・イスラエル礼拝センターの集会 (congregation) のトップであり、その典礼は救い主としてのイエスにフォーカスしている。集会は1990年代を通してニュージャージーのガーフィールドを拠点としていたが、2008年にウェインに移った。それは「メシアニズムがユダヤ教の聖職者やリーダーたちからキリスト教宣教のための口実であるとして非難されてきた」ため、地元のユダヤ教リーダーたちから疑念の目を向けられた。カーンたちの到来に伴い、ノース・ジャージーの the YM-YWHA は Jews for Judaism のメンバーとともにカウンター・ミッショナリーを行った。カーンは記者たちに「集会にはユダヤ人コミュニティーをターゲットにする意図はない。しかし、来る者は誰でも歓迎する」と語った。
2019年にニューヨーク・タイムズはカーンがトランプ大統領の権力掌握が聖書に預言されたものだと信じていると報じた。彼は著書の "The Paradigm: The Ancient Blueprint That Holds the Mystery of Our Times" において、トランプを古代イスラエルを偶像崇拝から救ったイエフ王になぞらえている。堕胎、同性愛者の権利の追求、そして宗教の果たす公的役割の低下は全てアメリカが間違った道を進んでいるシグナルだからである。
また、同年に行われたFOXニュースとのインタビューでは、申命記29章22節で預言された荒れ果てたイスラエルの土地を見る外国人として、マーク・トゥエインの名を上げた。トゥエインは1867年に聖地を訪れていて、その荒廃ぶりを "The Innocents Abroad" に書き残している。カーンは聖書に基づいた50年ごとのサイクルを重視しており、実際にトゥエインが聖地を訪れた50年後の1917年11月にバルフォア宣言が発令されてユダヤ人の帰還が促進され、また同年12月にはイギリスのエドムンド・アレンビー将軍率いる連合国軍がエルサレムをオスマン帝国から解放している。さらに50年後の1967年6月の六日間戦争では独立後のイスラエルがエルサレムを奪還、さらに50年後の2017年12月にはアメリカのトランプ政権がエルサレムをイスラエルの首都として正式に認める宣言を出した。
2021年1月、ジョー・バイデンのアメリカ大統領就任を受け、カーンは自身のYouTubeチャンネルで大統領宛てのメッセージを公開し、堕胎、同性愛、信仰者への迫害などの悪がはびこることで、アメリカが神から受けた祝福を失うことを警告した。
以下にその一部を抜粋する。

## 著作
2011年に刊行されたカーンのデビュー作である "The Harbinger" はアメリカと9月11日同時多発テロの関係と、古代イスラエルとアッシリア人によるイスラエル王国の破壊とを比較している。

## 書誌
- The Harbinger (2011)
- The Harbinger Companion: With Study Guide (2013)
- The Mystery of the Shemitah (2014)
- The Book of Mysteries (2016)
- The Paradigm (2017)
- The Oracle: Jubilean Mysteries (2019)
- The Harbinger II: The Return (2020)